# Château de Paraggi
Le château de Paraggi (en italien : Castello di Paraggi) est un ancien château-fort situé dans le commune de Santa Margherita Ligure en Ligurie en Italie.

## Histoire
Le château fut construit pour baliser les côtes du golfe du Tigullio à l'époque de la république de Gênes. Certaines sources suggèrent le 1626 comme la date où on décida sa construction. Entre 1812 et 1814, pendant le Premier Empire, il fut occupé par les troupes de Napoléon Bonaparte. Le bâtiment, plusieurs fois modifié au cours des siècles, devint enfin une demeure privée. Dans les années 1990 la famille d'industriels textiles originaire de Biella des Bonomi Bolchini, alors propriétaire du château, louèrent la propriété à Silvio Berlusconi.

## Description
Le château se dresse en position dominante sur un petit promontoire qui délimite à l'est la baie de Paraggi, un petit village situé au long de la route entre Santa Margherita Ligure et Portofino. Il se présente comme un massif bâtiment de plan carré en pierre. Quatre petites tours d'angle, une grande loggia et des merlons caractérisent ses façades.